# Arimaa
Arimaa est un jeu de société de type stratégique abstrait. Même si les règles de ce jeu sont simples, sa nature en fait un défi pour les techniques traditionnelles utilisées par les programmes d'ordinateur.

## Historique
Arimaa a été inventé par Omar Syed, un ingénieur en informatique spécialisé dans l'intelligence artificielle.
En réaction à la défaite du champion du monde d'échecs Garry Kasparov face au programme Deep Blue d'IBM, Omar Syed entreprit de concevoir un nouveau jeu, :
- qui puisse se jouer avec le matériel d'un jeu d'échecs standard,
- qui soit difficilement maîtrisable par les ordinateurs,
- mais dont les règles soient suffisamment simples pour que son fils de quatre ans, Aamir, puisse les comprendre.

Le nom Arimaa vient de Aamir à l'envers, avec ajout d'un « a » initial.
En 2002, Omar Syed publia les règles d'Arimaa et les fait breveter en 2003, et le nom Arimaa devient une marque déposée (Voir Brevet ci-dessous).
Il met en place un défi, l’Arimaa Challenge. Un prix de 10 000 USD serait disponible chaque année jusqu'en 2020 pour récompenser le premier programme, tournant sur un ordinateur de consommation courante, capable de battre un joueur humain de haut niveau dans un match de six parties ou plus.
En 2015, le défi est remporté par David Wu, avec son programme Sharp.

## Règles du jeu

### Le plateau
| \| \| \| \| \| \| \| \| \| \| \| \| \| \| \| \| \| \| \| \| \| \| \| \| \| \| \| \| \| \| \| \| \| \| \| \| \| \| \| \| \| \| \| \| \| \| \| \| \| \| \| \| \| \| \| \| \| \| \| \| \| \| \| \| \| \| \| \| \| \| \| \| |    |    |    |    |    |    |    |
| Le plateau d'Arimaa avec les quatre cases-pièges qui se démarquent. |    |    |    |    |    |    |    |
| a8 | b8 | c8 | d8 | e8 | f8 | g8 | h8 |
| a7 | b7 | c7 | d7 | e7 | f7 | g7 | h7 |
| a6 | b6 | c6 | d6 | e6 | f6 | g6 | h6 |
| a5 | b5 | c5 | d5 | e5 | f5 | g5 | h5 |
| a4 | b4 | c4 | d4 | e4 | f4 | g4 | h4 |
| a3 | b3 | c3 | d3 | e3 | f3 | g3 | h3 |
| a2 | b2 | c2 | d2 | e2 | f2 | g2 | h2 |
| a1 | b1 | c1 | d1 | e1 | f1 | g1 | h1 |

Arimaa se joue sur un échiquier dont quatre cases sont des pièges, ou trappes. Il s'agit des cases c3, f3, c6 et f6 en notation algébrique. Les couleurs des cases de l'échiquier n'ont pas d'incidence.
Le plateau présenté ci-contre est conçu spécifiquement pour Arimaa, avec les cases-pièges démarquées par une couleur différente.

### Les pièces
Les deux joueurs, Or et Argent (métaux équivalents à Blanc et Noir aux échecs), possèdent chacun seize pièces. De la plus forte à la plus faible, ce sont :
|            | Or                                                                                    | Argent |
| ---------- | ------------------------------------------------------------------------------------- | --- |
| 1 éléphant | Éléphant or                                                                           | Éléphant argent |
| 1 chameau  | Chameau or                                                                            | Chameau argent |
| 2 chevaux  | Cheval or · Cheval or                                                                 | Cheval argent · Cheval argent                                                                                         |
| 2 chiens   | Chien or · Chien or                                                                   | Chien argent · Chien argent                                                                                           |
| 2 chats    | Chat or · Chat or                                                                     | Chat argent · Chat argent                                                                                             |
| 8 lapins   | Lapin or · Lapin or · Lapin or · Lapin or · Lapin or · Lapin or · Lapin or · Lapin or | Lapin argent · Lapin argent · Lapin argent · Lapin argent · Lapin argent · Lapin argent · Lapin argent · Lapin argent |

Lorsqu'on utilise un jeu d'échecs pour jouer à Arimaa, les pièces peuvent être représentées par, respectivement, le roi, la dame, les tours, les fous, les cavaliers, et les pions, si l'on veut respecter la valeur attribuée aux pièces des échecs, mais il est probablement plus facile de représenter les chevaux par les cavaliers.

### La mise en place
| \| \| \| \| \| \| \| \| \| \| \| \| \| \| \| \| \| \| \| \| \| \| \| \| \| \| \| \| \| \| \| \| \| \| \| \| \| \| \| \| \| \| \| \| \| \| \| \| \| \| \| \| \| \| \| \| \| \| \| \| \| \| \| \| \| \| \| \| \| \| \| \| |    |    |    |    |    |    |    |
| Les joueurs disposent leurs pièces librement sur leurs rangées de départ. |    |    |    |    |    |    |    |
| a8 | b8 | c8 | d8 | e8 | f8 | g8 | h8 |
| a7 | b7 | c7 | d7 | e7 | f7 | g7 | h7 |
| a6 | b6 | c6 | d6 | e6 | f6 | g6 | h6 |
| a5 | b5 | c5 | d5 | e5 | f5 | g5 | h5 |
| a4 | b4 | c4 | d4 | e4 | f4 | g4 | h4 |
| a3 | b3 | c3 | d3 | e3 | f3 | g3 | h3 |
| a2 | b2 | c2 | d2 | e2 | f2 | g2 | h2 |
| a1 | b1 | c1 | d1 | e1 | f1 | g1 | h1 |

La partie commence avec un plateau vide. Or dispose librement ses pièces sur les rangées 1 et 2, puis Argent dispose librement ses pièces sur les rangées 7 et 8. Le diagramme ci-contre illustre une disposition possible.

### Le but du jeu
Le but du jeu est d'amener un lapin de sa propre couleur de l'autre côté de l'échiquier : Or gagne en amenant un lapin or sur la rangée 8, et Argent gagne en amenant un lapin argent sur la rangée 1. Comme il est difficile pour un lapin, pièce la plus faible du jeu, de se faufiler entre les lignes adverses, l'objectif intermédiaire principal est de capturer des pièces adverses en les poussant ou les tirant dans les cases-pièges. Les autres objectifs intermédiaires sont de figer les pièces adverses et de protéger les siennes.

### Le déplacement des pièces
Une fois les pièces disposées sur le plateau, les joueurs jouent en alternance, à commencer par Or. Chaque tour consiste à effectuer de un à quatre pas. À chaque pas, une pièce du joueur peut se déplacer sur une case adjacente vide, vers la droite, vers la gauche, en avant ou en arrière. Les lapins, cependant, ne peuvent pas reculer. Les pas d'un tour peuvent être effectués par la même pièce, ou être répartis entre plusieurs pièces dans n'importe quel ordre.
Un tour doit provoquer un changement dans la disposition du plateau ; on ne peut donc pas, par exemple, se contenter d'avancer puis de reculer une même pièce et de terminer le tour, ce qui reviendrait à passer son tour.
Le deuxième diagramme, tiré de la même partie que la position initiale plus haut, aidera à illustrer les règles suivantes.
| \| \| \| \| \| \| \| \| \| \| \| \| \| \| \| \| \| \| \| \| \| \| \| \| \| \| \| \| \| \| \| \| \| \| \| \| \| \| \| \| \| \| \| \| \| \| \| \| \| \| \| \| \| \| \| \| \| \| \| \| \| \| \| \| \| \| \| \| \| \| \| \| |    |    |    |    |    |    |    |
| {{{67}}} |    |    |    |    |    |    |    |
| a8 | b8 | c8 | d8 | e8 | f8 | g8 | h8 |
| a7 | b7 | c7 | d7 | e7 | f7 | g7 | h7 |
| a6 | b6 | c6 | d6 | e6 | f6 | g6 | h6 |
| a5 | b5 | c5 | d5 | e5 | f5 | g5 | h5 |
| a4 | b4 | c4 | d4 | e4 | f4 | g4 | h4 |
| a3 | b3 | c3 | d3 | e3 | f3 | g3 | h3 |
| a2 | b2 | c2 | d2 | e2 | f2 | g2 | h2 |
| a1 | b1 | c1 | d1 | e1 | f1 | g1 | h1 |

### Déloger des pièces adverses
Un joueur peut utiliser deux pas de son tour pour déloger une pièce adverse avec une de ses propres pièces, si sa pièce est plus forte et qu'elle est adjacente à la pièce adverse (à droite, à gauche, au-dessus ou en dessous, pas en diagonale).
Par exemple, un chien peut déloger un lapin ou un chat adverse, mais pas un autre chien, ou un cheval, chameau ou éléphant. La pièce la plus forte peut pousser ou tirer la pièce plus faible.
- Pour la tirer, la pièce la plus forte se déplace dans une case vide, puis la pièce la plus faible vient occuper sa case. L'éléphant argent en d5 peut faire un pas en d4 (ou c5, ou e5) et tirer le cheval or de d6 à d5.
- Pour la pousser, la pièce la plus faible est déplacée vers une case vide adjacente, puis la pièce la plus forte vient occuper sa case. L'éléphant or en d3 peut pousser le lapin argent de d2 vers e2 puis occuper d2. Le lapin en d2 ne peut pas être poussé en d1, c2 ou d3, car ces cases ne sont pas vides.

On ne peut pas déloger ses propres pièces. Il est également impossible de pousser et de tirer simultanément. Ainsi, l'éléphant or en d3 ne peut pas simultanément pousser le lapin argent de d2 à e2 et tirer l'autre lapin argent de c3 à d3. Un éléphant ne peut jamais être délogé, puisqu'il n'existe pas de pièce plus forte.

### Geler une pièce adverse
Une pièce adjacente à une pièce adverse plus forte est gelée, sauf si elle est aussi adjacente à une pièce de même couleur. Une pièce gelée ne peut pas se déplacer, mais peut être délogée par une pièce adverse. Une pièce gelée reste capable de geler une autre pièce plus faible qu'elle.
Le lapin argent en a7 est gelé, mais celui en d2 peut se déplacer car il est adjacent à une pièce argent. De la même façon, le lapin or en b7 est gelé, mais le chat or en c1 ne l'est pas. Les chiens en a6 et b6 ne se gèlent pas l'un l'autre, car ils sont de même force.
Un éléphant ne peut pas être gelé, puisqu'il n'existe pas de pièce plus forte, mais un éléphant peut se retrouver bloqué (voir (en) Arimaa).

### Capture
Une pièce qui se déplace sur une case-piège est capturée, retirée du plateau, sauf si elle se trouve une pièce amie adjacente. Argent, si c'est son tour, peut capturer le cheval or en d6 en le poussant en c6 avec l'éléphant en d5.
Si une pièce se trouve sur une case-piège et que toutes les pièces amies adjacentes quittent les parages, cette pièce est capturée également. Ainsi, si le lapin argent en c4 et le cheval argent en c2 s'éloignent, volontairement ou délogés par l'adversaire, le lapin argent en c3 sera capturé.
Une pièce peut se déplacer volontairement sur une case-piège et se retrouver capturée. Le deuxième pas d'une manœuvre de traction peut être effectué même si la pièce opérant la manœuvre est capturée au premier pas. Par exemple, Argent peut déplacer le lapin argent de f4 en g4, puis le cheval argent de f2 en f3, ce qui provoque sa capture, et tirer le lapin or de f1 en f2 dans la foulée du mouvement du cheval.
Dans la position du diagramme, Or peut gagner la partie en trois pas si c'est son tour : le chien en a6 peut pousser le lapin de a7 en a8, à la suite de quoi le chien se retrouve en a7, dégèle le lapin en b7, qui peut faire un pas en b8, atteignant la rangée de la victoire.

### Autres conditions de fin de jeu
En plus d'amener un lapin à la rangée finale, il existe d'autres manières de terminer une partie. (Leur fréquence est indiquée entre parenthèses)
- (2,2 %) Immobilisation : si, au début de son tour, le joueur ne peut effectuer aucun pas parce que toutes ses pièces sont gelées ou bloquées, il perd la partie.
- (0,2 %) Répétition : si la même position revient trois fois, le joueur qui provoque la répétition en terminant son tour perd la partie.
- (0,0 %) Match nul : si les seize lapins sont capturés, le jeu est un match nul. (En compétition, afin d'éviter les parties nulles, le joueur qui capture les huit lapins adverses gagne la partie.)

Si un lapin adverse est délogé vers sa rangée de victoire puis délogé à nouveau hors de cette rangée au cours du même tour, le jeu continue.

## Stratégie et tactique

### Tactique de base
Capturer, ou geler les pièces adverses, tout en conservant la mobilité des nôtres.

### Stratégie de base
Dégager un chemin, prendre l’avantage matériel.

## Intelligence artificielle
L'explosion combinatoire rend toute recherche exhaustive inapplicable : en pratique les ordinateurs peuvent explorer les coups possibles sur une profondeur de 3 coups. Ils frôlent parfois une profondeur de 4 coups sur une petite série de combinaisons.
La mise en place d'une heuristique est très difficile, car la mobilité, la protection et le matériel ne suffisent pas à estimer la valeur d'une position.

## Historique du Défi
| Année         | Prix | Programme | Développeur   | Défenseurs humains                         | Classement du défenseur | Résultat        | Notes |
| ------------- | --- | --------- | ------------- | ------------------------------------------ | ----------------------- | --------------- | --- |
| 2004          | 10 000 $ - 10 000 $ jusqu'en 2020 par Omar Syed                                                                                            | Bomb      | David Fotland | Omar Syed                                  | #1                      | 0-8             | Syed concéda le handicap d'un lapin dans la dernière partie. |
| 2005          | 10 000 $ - 10 000 $ jusqu'en 2020 par Omar Syed                                                                                            | Bomb      | David Fotland | Frank Heinemann                            | #4                      | 1-7             | Pas de parties avec handicap |
| 2006          | 17 500 $ - 10 000 $ jusqu'en 2020 par Omar Syed - 5 000 $ jusqu'en 2010 par Omar Syed - 2 000 $ par Paul Mertens - 500 $ par Karl Juhnke   | Bomb      | David Fotland | Karl Juhnke Greg Magne Paul Mertens        | #1 #2 #6                | 0-3 1-2         | Mertens concéda le handicap d'un chameau dans sa dernière partie, et perdit. |
| 2007          | 17 100 $ - 10 000 $ jusqu'en 2020 par Omar Syed - 5 000 $ jusqu'en 2010 par Omar Syed - 1 500 $ par Paul Mertens - 600 $ par Karl Juhnke   | Bomb      | David Fotland | Karl Juhnke Brendan M Omar Syed N Siddiqui | #1 #19 #20 #27          | 0-3 0-2 0-3 1-0 | Juhnke concéda le handicap d'un chien, d'un cheval, et d'un chameau, respectivement. Syed concéda le handicap d'un chat dans sa dernière partie. Siddiqui remplaça Brendan dans la seconde partie. |
| 2008          | 17 000 $ - 10 000 $ jusqu'en 2020 par Omar Syed - 5 000 $ jusqu'en 2010 par Omar Syed - 1 000 $ par Paul Mertens - 1 000 $ par Karl Juhnke |           |               |                                            |                         |                 | |
| 18 avril 2015 | Gagné par Sharp (de David Wu) | Sharp     | David Fotland | Mathew Brown Jean Daligault Lev Ruchka     | #1 #4 #13               | 2/1 2/1 3/0     | Prix refusé[source insuffisante]. |

Avant le troisième match, Omar Syed en modifia les modalités de sorte que le programme ait à gagner deux des trois parties contre chacun des trois joueurs humains afin de réduire la pression mentale sur les défenseurs volontaires. Il appela également des patronages externes pour augmenter le montant du prix. Avant chacun des quatre Défis, David Fotland, renommé pour son programme joueur de go, Many Faces of Go, gagna le Championnat des programmes d'Arimaa et le droit de participer au Défi, mais pour voir à chaque fois son programme battu à plate couture. En 2007, le programme perdit huit des neuf parties, ne gagnant que lorsque le remplaçant humain dut jouer une partie.[Passage à actualiser]

## Brevet
Le brevet (en) Brevet U.S. 6981700 a été déposé le 3 octobre 2003 et accordé le 3 janvier 2006. Omar Syed a également déposé la marque « Arimaa ».
L'inventeur a déclaré que son but n'est pas de restreindre l'usage non-commercial du jeu. Il fournit une licence nommée The Arimaa Public License dans l'intention que le jeu soit autant que possible du domaine public tout en protégeant son usage commercial.